# Ceruli
Ceruli correspon a una gamma de colors que engloben el blau profund, el celeste, el blau brillant o el blau amb matisos blau verdosos. El terme prové de la paraula llatina caeruleum, que vol dir 'cel' (atmosfèric) o el 'cel' (religiós). El ceruli és el color del cel límpid en un dia clar.
En època clàssica, aquest terme va ser usat per a descriure pigments blaus, en particular les barreges de coure i òxids de cobalt. Aquestes primerenques temptatives de crear el color blau del cel eren sovint menys que satisfactòries a causa dels matisos verdosos i de la falta de persistència del color. Quan el pigment blau celeste va ser inventat, va reemplaçar en gran manera tots aquests pigments previs.
Modernament, el blau ceruli és el nom d'un pigment verd blau format per estannat de cobalt (Co2SnO4). El pigment va ser sintetitzat per primera vegada a finals del segle XVIII per Albrecht Höpfner, un químic suís, i va ser conegut com a blau de Höpfner durant la primera meitat del segle XIX. Els proveïdors d'art van començar a referir-se a l'estannat de cobalt com a cerulei a la segona meitat del segle XIX. No va ser àmpliament utilitzat pels artistes fins a la dècada de 1870 quan va estar disponible en pintura a l'oli.